# ゴメスの名はゴメス
『ゴメスの名はゴメス』（ゴメスのなはゴメス）は、1962年に発表された結城昌治の長篇スパイ小説。早川書房の叢書、『日本ミステリ・シリーズ』の第四巻として刊行された。これを原作にドラマ化、映画化もしている。第47回直木賞候補、第16回日本推理作家協会賞候補。
ドラマは、俳優座が製作、フジテレビ系列で全5話で放送された。1967年4月27日から5月25日まで毎週木曜日22時にシオノギテレビ劇場の1時間枠で放映された。

## ドラマ版

### 概要
当初は岡本喜八監督でベトナムでの撮影予定だったが、国際情勢により断念し岡本も降板。舞台を香港に移して撮影された。
監督は、後に作家として直木賞を受賞する高橋治、撮影は「紀ノ川」の成島東一郎。佐藤勝のテーマ音楽は「第三の男」をほうふつとさせる曲調。オール海外ロケの野心作だが、ストーリーや人物関係が分かりづらく、未消化の感はいなめない。仲代、芥川の重厚な演技陣をはじめ、新人時代の栗原小巻が初々しい。
再編集版が1967年5月27日に松竹配給で「ゴメスの名はゴメス・流砂」の題名で公開された。

### あらすじ
石油会社の技師坂本は2年間の中東の砂漠生活を終えて帰国の途中、学生時代の友人・香取の棲む香港を訪ねた。だが、空港で再会した香取は突然姿を消した。香取の行方を捜す坂本の前に、香取の知人・梨花、地元警察の魯奇刑事、日本の新聞社特派員森垣らが現れ、早く帰国するよう忠告する。そんな中、坂本を尾行してきた男が何者かに殺され「ゴメスの名は…」と謎の言葉を残す。

### スタッフ
- 監督:高橋治
- 脚色:星川清司
- 原作:結城昌治
- 製作:佐藤正之、岸本吟一
- 撮影:成島東一郎
- 音楽:佐藤勝

### キャスト
- 坂本修：仲代達矢
- 森垣圭介:芥川比呂志
- 梨花:栗原小巻
- 小宮山園子:岸田今日子
- 香取吉彦:平幹二朗
- 林昭東:井川比佐志
- チン:劉恩甲
- トウ:永田靖
- ヨウ:山崎直衛
- ズック:長谷川哲夫
- ミン:橋本功
- タン:阿部希郎
- 魯奇刑事:中谷一郎

、、ほか